# Zmaj R-1
O Zmaj R-1 (em sérvio:  Змај Р-1) foi um protótipo de bombardeiro produzido pela Zmaj na extinta Iugoslávia, projetado na década de 1930. A aeronave permaneceu como protótipo devido a uma série de dificuldades na fase de testes.

## Projeto e desenvolvimento
Durante o ano de 1936 na fábrica da Zmaj, Dušan Stankov, então gerente técnico, iniciou o projeto e a construção de um bombardeiro. Após testes em um túnel de vento em Varsóvia e aceitação pela Real Força Aérea Jugoslava, o projeto foi então designado Zmaj R-1. A equipe de projetistas foi incrementada pelo Engº Djordje Ducić e alguns outros engenheiros mais jovens que trabalharam no projeto e finalizaram o protótipo antes do início de uma grande greve de trabalhadores da indústria aeroespacial em abril de 1940, com a montagem final sendo realizada na parte militar do aeroporto de Zemun.
O primeiro voo ocorreu em 24 de abril de 1940, pilotado pelo Tenente da reserva Đura E. Đaković, um piloto de transporte da Aeroput. Os testes iniciais alcançou todas as expectativas em termos de características aerodinâmicas e desempenho, apesar de no terceiro voo o piloto ficar incapaz de baixar o trem de pouso, danificando as hélices e motores. Peças de reposição para a aeronave foram importadas da Alemanha e da França, atrasando consideravelmente os reparos. A aeronave foi reconstruída, de forma que os testes pudessem ser reiniciados no fim de março de 1941, mas no início de abril o bombardeio em Zemum danificou novamente o protótipo do R-1. No final de junho de 1941, os alemães desmantelaram a aeronave.
Esta aeronave bimotora de asa média, motorizada com dois motores Hispano-Suiza 14AB de 750 hp (cada), era de construção mista e bem armado, com um par de canhões Oerlikon com 20 mm e quatro metralhadoras de 7.9mm, com 1.600 kg de bombas em uma baia de bombas na fuselagem. Uma versão de reconhecimento carregada câmeras, tanques de combustível extras e três tripulantes no lugar dos armamentos e bombas.

## Histórico operacional
Devido ao encerramento dos teste sem voo, os planos para a Real Força Aérea Jugoslava equipar as unidades aéreas com bombardeiros Zmaj R-1 não prosseguiram.

## Operadores
Iugoslávia
- Real Força Aérea Jugoslava - 1 aeronave